# محمد باقر الصدر

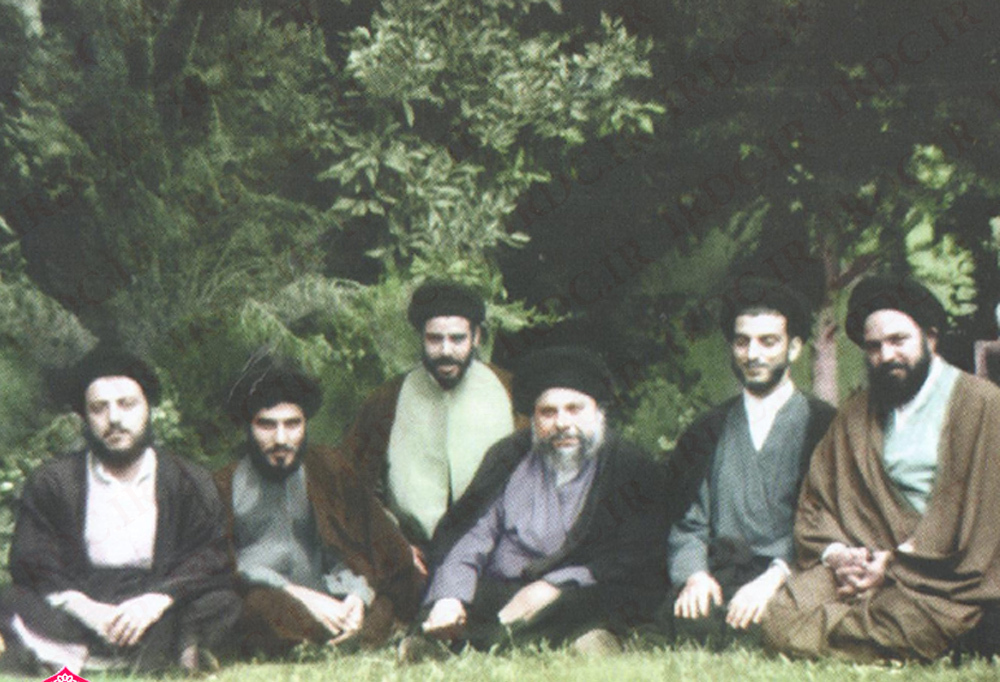
محمد باقر الصدر بجانب محمود الهاشمي الشاهرودي ومحمد باقر الحكيم

السَيِّدُ أَبُو جَعْفَرٍ مُحَمَّد بَاقِر بْنُ حَيْدَر بْنِ إِسْمَاعِيْلَ بْنِ صَدْرِ الدِّيْنِ مُحَمَّدٍ بْنِ صَالِحٍ شَرَفِ الدِّيْنِ المُوسَوِيُّ (1353هـ - 1400هـ \ 1935م - 1980م) الشَّهير اختصارًا بِـ«مُحمَّد باقر الصَّدر» أو «الصدر الأول» هو مرجع ديني ومفكر وفيلسوف شيعي عراقي من أصول لبنانية، يعد أبرز مؤسسي حزب الدعوة الإسلامية ومنظري أفكاره. مؤلف لمجموعة كتب تعد الأبرز في الفكر السياسي الشيعي.
أعدمه النظام السابق في عام 1980 أثناء حكم الرئيس الأسبق صدام حسين بتهمة العمالة والتخابر مع إيران.

## ولادته وعائلته
ولد بمدينة الكاظمية في 1 مارس 1935 الموافق ليوم 25 ذو القعدة عام 1353 هـ. لرجل الدين الشيعي حيدر الصدر. وكانت والدته هي كريمة الشيخ عبد الحسين آل ياسين أخت المرجع الديني المحقق الشيخ محمد رضا آل ياسين. وينتمي إلى عائلة الصدر العلمية الشيعية التي برز منها عدة شخصيات دينية منهم شقيقته بنت الهدى وابن عمه محمد الصدر والسيد موسى الصدر وإسماعيل الصدر.

## دراسته
- شرع بحياته الدراسية في منتدى النشر في الكاظمية، فبدت عليه أمارات النبوغ والعبقرية مبكرا[2]، وابتدأ دراسته في السنة الخامسة من عمرهِ، وأنهى الدراسة الابتدائية في سن الحادية عشرة من عمره، ثم اتجه إلى الدراسات الدينية في الحوزة العلمية؛ حيث أكمل دراسة السطوح بفترة قياسية.[3]
- أخذ بتعلم ودراسة الكتب الدراسية وحده ومن دون أستاذ فأكمل معظمها بهذه الطريقة، ودرس الأسفار بطريقة خاصة كان قد اشترطها على أستاذه في الفلسفة الشيخ صدر الباوكوبي، بحيث يقرأ هو المطالب ويسأل أستاذه الإشكاليات التي يواجهها فقط، وقد أكمل الأسفار بهذه الطريقة في مدة ستة أشهر.[2]
- في سن الحادية عشرة من عمره، بدأ بدراسة المنطق وفي نفس الفترة كتب رسالة في المنطق، حيث كان يطرح بعض الإشكالات على الكتب المنطقية.[4]
- في أوائل الثانية عشرة من عمره، شرع بدراسة كتاب معالم الأصول عند أخيه السيد إسماعيل الصدر، وكانت لديه الاعترضات ذاتها على صاحب المعالم التي اعترض بها صاحب كفاية الأصول على صاحب المعالم.[4]
- قبل بلوغ الرابعة عشرة من عمره، هاجر إلى النجف الأشرف سنة 1367 هـ فحضر دروس البحث الخارج لنخبة من أساتذتها كخاله الشيخ محمد رضا آل ياسين، والسيد الخوئي.
- برز بكونه علماً من علماء الحوزة في وقت مبكر، حيث كان الشيخ عباس الرميتي يطلب من الصدر أن يجلس إليه عندما كان يكتب حاشيته على بعض الرسائل العلمية.[2]
- حصل على الاجتهاد في سن الثامنة عشرة، فأصبح أحد الأعلام الكبار في الحوزة العلمية وارتفع اسمه في الأوساط العلمية[2] ، وقيل إنه قد حصل على الاجتهاد قبل البلوغ؛ فكان ذلك سببا في عدم تقليده لأحد من المراجع.[5]
- معدل مطالعته العلمية في اليوم الواحد كان ست عشرة ساعة خلال سنوات تحصيله الأولى على طوال سبع عشرة أو ثمان عشرة سنة.[5]
- بدأ في إلقاء دروسه ولم يتجاوز عمره خمس وعشرون عاماً.[4]
- تسلم الصدر ذرى المرجعية الدينية منذ منتصف عقد السبعينات (أي عند الأربعين من عمره تقريبا).[6]

## أخواله
- محمد رضا آل ياسين.
- راضي آل ياسين.
- مرتضى آل ياسين.

## الهجرة إلى النجف
في عام 1365 هـ هاجر أخوه إسماعيل الصدر إلى مدينة النجف التي تعد أكثر المدن العلمية التي تحتضن مراجع الشيعة الإمامية، فاستأجروا داراً متواضعاً فيها. وقد كان أكبر همه هو استيعاب المناهج الدراسية والعلمية، وفي تلك الفترة ألف كتاباً يضم اعتراضاته على الكتب المنطقية بعنوان (رسالة في المنطق).

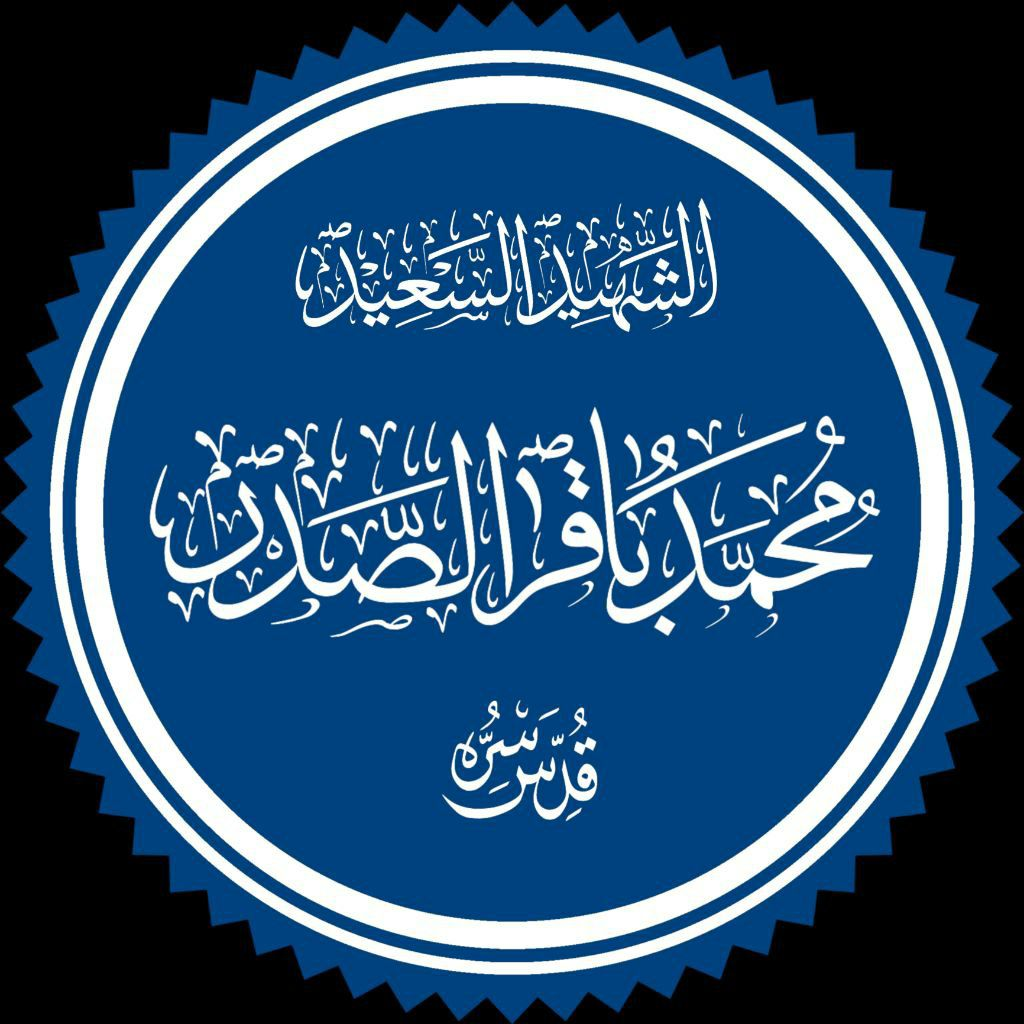
تخطيط لشيخ السيد محمد باقر الصدر

في أوائل السنة الثانية عشرة من عمره درس كتاب «معالم الأصول» على يد أخيه إسماعيل الصدر فكان لفرط ذكائه يعترض على صاحب المعالم باعتراضات وردت في كتاب كفاية الأصول للخراساني.
ومن هذه الاعتراضات أنه ورد في بحث الضد في كتاب معالم الأصول الاستدلال على حرمة الضد بأن ترك أحدهما مقدمة للآخر.
فاعترض عليه الصدر بقولهِ: «إذاً يلزم الدور» فقال لهُ إسماعيل الصدر «هذا ما اعترض به صاحب الكفاية على صاحب المعالم».

## مواقف ضد نظام حزب البعث
- الإفتاء بحرمة الانتماء لحزب البعث، حتى لو كان الانتماء صورياً، فكان هو المرجع الوحيد الذي أفتى بذلك.
- تأييده للجمهورية الإسلامية الإيرانية وقد أرسلت حكومة البعث إليه موفداً من قبلها يطلب منه أن يتراجع عن مواقفه المؤيدة.[2]

## أساتذته
1. محمد رضا آل ياسين وهو خال الصدر وقد حضر عنده مرحلة البحث الخارج في صغره.
2. ملا صدرا البادكوبي وقد درس عنده الجزء الثاني من الكفاية والأسفار الأربعة.
3. عباس الرميثي.
4. أبو القاسم الخوئي وقد درس عنده مرحلة البحث الخارج وقد كان أبو القاسم الخوئي أول من أجاز محمد باقر الصدر وقد كان يرجع طلابه إلى الصدر عند عدم فهمهم لبعض عناصر الدرس.
5. الشيخ محمد تقي الجواهري وقد درس عنده الجزء الأول من الكفاية وجزءً من اللمعة.
6. إسماعيل بن حيدر الصدر.

## تلامذته
| الإقامة                              | المرتبة والاسم                                | معلومات عامة |
| ------------------------------------ | --------------------------------------------- | --- |
| قم، الجمهورية الإسلامية الإيرانية    | المرجع السيد محمود الهاشمي الشاهرودي          | من كِبار المراجع، رئيس السلطة القضائية في إيران صاحب الموسوعة الفقهية أكبر موسوعة إسلامية شيعية.                       |
| مدينة الكويت، دولة الكويت            | آية الله العُظمى السيد محمد باقر المهري        | سياسي كويتي ورجل دين يحمل وكالة العديد من المرجعيات الإسلامية مثل السيد علي السيستاني والسيد محمود الهاشمي الشاهرودي. |
| مدينة صور، الجمهورية اللبنانية       | السيد حسن نصر الله                            | رجل دين والأمين العام السابق لحزب الله.                                                                               |
| قم، الجمهورية الإسلامية الإيرانية    | الفقيه الشيخ محسن الأراكي                     | عضو مجلس خبراء القيادة والأمين العام السابق للمجمع العالمي للتقريب بين المذاهب الإسلامية.                             |
| قم، الجمهورية الإسلامية الإيرانية    | المرجع السيد كمال الحيدري                     | على قناة الكوثر. |
| دولة العراق                          | المرجع السيد محمد باقر الحكيم                 | مرجع عراقي اُغتيل في 2003.                                                                                             |
| دولة العراق                          | المرجع السيد محمد بن محمد صادق الصدر          | مرجع عراقي اغتيل في 1999.                                                                                             |
| قم، الجمهورية الإسلامية الإيرانية    | المرجع السيد كاظم الحائري                     | --- |
| نجف، دولة العراق                     | آية الله العظمى السيد نور الدين الإشكوري      | نائب المرجع السيد كاظم الحائري في العراق                                                                              |
| قم، الجمهورية الإسلامية الإيرانية    | آية الله العظمى الشيخ علي أكبر برهان (محمودي) | --- |
| گرگان، الجمهورية الإسلامية الإيرانية | آية الله العظمى السيد عبد الهادي الشاهرودي    | |

1. محمد حسين فضل الله
2. الشيخ محمد إبراهيم الأنصاري
3. علي رضا اليزدي الحائري
4. علي الحسيني الأشكوري
5. سلطان فاضل الأفغاني
6. محمد منصور الستري
7. الشيخ عيسى أحمد قاسم
8. السيد عبد الله الغريفي

## النشاط التدريسي
كان للصدر مجلسان للتدريس:
1. بحث الأصول، وكان يلقيه في مسجد الجواهري بعد أذان المغرب بساعة في الأيام الدراسية في الأسبوع.
2. بحث الفقه، وكان يلقيه في جامع الطوسي في الساعة العاشرة صباح كل يوم من الأيام الدراسية.

## مؤلفاته
وقد استخدم أفكارا فلسفية غربية للتحدي عندما تبدو مناسبا ودَمَجها في نظامه الخاص عند الاقتضاء. وكان هدفه النهائي هو إظهار أن المعرفة الدينية ليست نقيض المعرفة العلمية. وفيما يلي قائمة بأعماله:

### كتب
| موضوع                                                          | عنوان الكتاب                                                    | سنة النشر | ملاحظات |  |
| -------------------------------------------------------------- | --------------------------------------------------------------- | --- | --- |  |
| فقه                                                            |                                                                 | | |  |
| بحوث في شرح العروة الوثقی                                      | الطبعة الأولی: 1391 هـ                                          | 4 مجلدات | |  |
| التعليق على منهاج الصالحين                                     |                                                                 | تعليقة على رسالة عملية لآية الله العظمى الإمام الحكيم، مجلدين. | |  |
| الفتاوي الواضحة                                                |                                                                 | رسالة عملية ألُف منها جزء واحدا، ثم أضاف إليها في الطبعة الثانية مقدمة بعنوان «موجز في أصول الدين» بحث فيها بحثا مختصرا رائعا عن المرسل، والرسول، والرسالة، كما يوجد في آخر الكتاب بحث بديع بعنوان نظرة عامة في العبادات. | |  |
| موجز أحكام الحج                                                |                                                                 | هو رسالة عملية في الحج | |  |
| التعليقة علی مناسك الحج                                        |                                                                 | وهي تعليقة علی مناسك الحج لأستاذه آية الله العظمى السيد الخوئي، وهي غير مطبوعة، كتبها الصدر عندما أراد الرحلة إلى الحج. | |  |
| التعليقة علی صلاة الجمعة                                       |                                                                 | ما زالت غير مطبوعة | |  |
| تعليقة على الرسالة العملية "بلغة الراغبين"                     |                                                                 | تعليقة على الرسالة العملية للمرحوم آية الله العظمى محمد رضا آل ياسين المسماة بـ «بلغة الراغبين» علق السيد الصدر عليها في وقت كان عمره حوالي سبع عشرة سنة، وما زالت التعليقة غير مطبوعة. | |  |
| لمحة فقهية تمهيدية عن مشروع دستور الجمهورية الاسلامية في إيران |                                                                 | | |  |
| أصول الفقه                                                     |                                                                 | | |  |
| دروس في علم الأصول،                                            | 1397 هـ                                                         | 3 أجزاء. وهو كتاب يدرس كمنهج في علم الأصول في مرحلة السطوح. | |  |
| غاية الفكر في علم الأصول                                       | 1374 هـ                                                         | وهو عشرة أجزاء طبع منه الجزء الخامس فقط في سنة 1374 هـ. وقد ذكر السيد الصدر في أول هذا الجزء أنه شرع في تأليف هذا الكتاب قبل ثلاث سنين تقريبا. | |  |
| المعالم الجديدة للأصول                                         |                                                                 | | |  |
| فلسفة                                                          |                                                                 | | |  |
| فلسفتنا                                                        | 1959 م                                                          | هو كتاب يناقش المذاهب الفلسفية وخاصةً الفلسفة الماركسية التي كانت تنتشر بحدة في أوساط العراقيين. | |  |
| منطق                                                           |                                                                 | | |  |
| الأسس المنطقية للاستقراء.                                      |                                                                 | يقترح المؤلف في هذا الكتاب صياغة جديدة لنظرية المعرفة البشرية على أساس قاعدة بديلة لعملية الاستقراء. وهو يقدم مدرسة فكرية جديدة، الذاتية، والوقوف على النقيض من كل من العقلانية والتجريبية، بحيث الاستقراء يلقي اليقين كنتيجة لها. الكتاب الحالي، الذي ترجم لأول مرة إلى اللغة الإنجليزية في مجمله، يظهر إتقان الصدر الرائع للتقاليد الفلسفية، الغربية والإسلامية على السواء. ويملأ هذا العمل، بكلمات الصدر، فجوة في المنطق والفلسفة مدتها 2000 سنة، ويعد ببدء عصر جديد من النقاش حول مشكلة الاستقراء التي طال أمدها. | |  |
| علم الكلام                                                     |                                                                 | | |  |
| الموجز في أصول الدين: المرسل، الرسول، الرسالة                  |                                                                 | | |  |
| التشيع والإسلام (بحث حول الولاية)                              |                                                                 | | |  |
| بحث حول المهدي                                                 |                                                                 | وهو مقدمة لموسوعة محمد محمد صادق الصدر عن الإمام المهدي. | |  |
| اقتصاد                                                         | اقتصادنا                                                        | 1381 هـ | في مجلدين، وهو كتاب يتحدث فيه عن الاقتصاد الإسلامي ويناقش فيه النظريات الاقتصادية مثل الرأسمالية وغيرها.                         |  |
| اقتصاد                                                         | البنك اللاربوي في الإسلام.                                      | | طبع قبل "الأسس المنطقية للاستقراء".                                                                                              |  |
| اقتصاد                                                         | خطوط تفصيلية عن اقتصاد المجتمع الإسلامي                         | إيران: وزارة الثقافة والإرشاد الإسلامي. | |  |
| اقتصاد                                                         | مقالات إقتصادية                                                 | | |  |
| اقتصاد                                                         | ماذا تعرف عن الاقتصاد الإسلامي؟                                 | | |  |
| اقتصاد                                                         | صورة عن اقتصاد المجتمع الإسلامي: الإسلام يقود الحياة            | | إيران: وزارة الثقافة الإرشاد الإسلامي                                                                                            |  |
| اقتصاد                                                         | خطوط تفصيلية عن اقتصاد المجتمع الإسلامي.                        | | |  |
| اقتصاد                                                         | الأسس العامة للبنك في المجتمع الإسلامي: الإسلام يقود الحياة     | | إيران: وزارة الثقافة والإرشاد الإسلامي                                                                                           |  |
| علم التفسير                                                    | التفسير الموضوعي للقرآن الكريم                                  | | |  |
| علم التفسير                                                    | بحوث في علوم القرآن                                             | | |  |
| علم التفسير                                                    | مقدمات في التفسير الموضوعي للقرآن                               | 1980 | الكويت: دار التوجيه الإسلامي |  |
| علم التفسير                                                    | مقالات قرآنية                                                   | | |  |
| علم التفسير                                                    | المدرسة القرآنية                                                | | وهو عبارة عن محاضرات عن التفسير الموضوعي.                                                                                        |  |
| تاريخ                                                          | فدك في التاريخ.                                                 | 1374 هـ | هو كتيّب كتب فيه بعض الملاحظات عن تاريخ فدك في سن الحادية عشر، ومع ذلك فإنه يعد مرجعاً بين الكتب الأخرى التي تتحدث عن نفس الموضوع. |  |
| تاريخ                                                          | أهل البيت تنوع أدوار ووحدة هدف                                  | | ، وهو عبارة عن محاضرات جمعها بعض طلابه وطبعوها ككتاب.                                                                            |  |
| ثقافة إسلامية                                                  | الإسلام يقود الحياة                                             | | وهو عبارة عن بعض المواضيع الإسلامية.                                                                                             |  |
| ثقافة إسلامية                                                  | الإنسان المعاصر والمشكلة الاجتماعية.                            | | |  |
| ثقافة إسلامية                                                  | المدرسة الإسلامية                                               | | |  |
| ثقافة إسلامية                                                  | رسالتنا                                                         | | |  |
| ثقافة إسلامية                                                  | مقالات ومحاضرات.                                                | | |  |
| ثقافة إسلامية                                                  | نظرة عامة في العبادات.                                          | | |  |
| سياسة                                                          | منابع القدرة في الدولة الاسلامية                                | | |  |
| سياسة                                                          | خلافة الإنسان وشهادة الأنبياء.                                  | 1984 مـ | نشر في طهران |  |
| سياسة                                                          | لمحة فقهية تمهيدية عن مشروع دستور الجمهورية الاسلامية في إيران. | | |  |

### مقالات
|        | عنوان المقالة                                                     | ناشر                   | سنة النشر    | ملاحظات                                                  |
| ------ | ----------------------------------------------------------------- | ---------------------- | ------------ | -------------------------------------------------------- |
| مقالات | الأفعال والأهداف من فكر الدعوة                                    | حزب الدعوة الإسلامية   |              | عدد 13. الانتشار المركزي، مكان وتاريخ النشر غير معروف.   |
| مقالات | العمل الصالح في القرآن                                            | بيروت: دار الزهراء.    | 1982 مـ      | جريدة "اخترنا لك".                                       |
| مقالات | أهل البيت، تنوع الأدوار ووحدة الهدف                               | بيروت: دار التعارف.    | 1985 مـ      |                                                          |
| مقالات | بحث حول المهدي                                                    | بيروت: دار التعارف.    | 1983         |                                                          |
| مقالات | بحث حول الولاية                                                   | الكويت: دار التوحيد.   | 1977         |                                                          |
| مقالات | دعوتنا للإسلام يجب أن تكون ثورية: من فكر الدعوة                   | حزب الدعوة الإسلامية   |              | العدد 13. الانتشار المركزي، مكان وتاريخ النشر غير معروف. |
| مقالات | دور الأئمة في الحياة الإسلامية                                    | بيروت: دار الزهراء     | 1982         | جريدة اخترنا لك.                                         |
| مقالات | الدولة الإسلامية                                                  |                        | 14 مارس 1983 |                                                          |
| مقالات | حول المرحلة الأولى من عمل الدعوة                                  | حزب الدعوة الإسلامية   |              | عدد 13. الانتشار المركزي، مكان وتاريخ النشر غير معروف.   |
| مقالات | حول الإسلام والشكل التنظيمي لحزب الدعوة الإسلامية: من فكر الدعوة. | حزب الدعوة الإسلامية   |              | عدد 13. الانتشار المركزي، مكان وتاريخ النشر غير معروف.   |
| مقالات | الحرية في القرآن                                                  | بيروت: دار الزهراء     | 1982         | جريدة اخترنا لك                                          |
| مقالات | الإتجاهات المستقبلية لحركة الإجتهاد                               | بيروت: دار الزهراء     | 1980         | جريدة اخترنا لك                                          |
| مقالات | الإنسان المعاصر والمشكلة الاجتماعية                               |                        |              |                                                          |
| مقالات | الجانب الاقتصادي للنظام الإسلامي                                  | بيروت: دار الزهراء     | 1982         | جريدة اخترنا لك.                                         |
| مقالات | النظرة الإسلامية لتوزيع المصادر الطبيعية                          | بيروت: دار الزهراء     | 1982         | جريدة اخترنا لك                                          |
| مقالات | النظام الإسلامي مقارنا بالنظام الرأسمالي والماركسي                | بيروت: دار الزهراء     | 1982         | جريدة اخترنا لك                                          |
| مقالات | رسالتنا والدعوة"                                                  | بيروت: الدار الإسلامية | 1981         |                                                          |
| مقالات | الشخصية الإسلامية": من فكر الدعوة الإسلامية                       | حزب الدعوة الإسلامي    |              | العدد 13. الانتشار المركزي، مكان وتاريخ النشر غير معروف. |
| مقالات | أطروحة المرجعية الصالحة" في كاظم الحائري،                         | قم، إيران              | 1988         | المباحث في علم الأصول                                    |
| مقالات | اليقين الرياضي والمنطق الوضعي                                     | الكويت، مجلة الإيمان   | 1965         |                                                          |

للصدر كتب أخرى صادرتها السلطة، منها كتاب لم يحدد له عنواناً ولكن موضوعه هو أصول الدين. كتاب آخر عن تحليل الذهن البشري. وقد كان الصدر في نيته تأليف كتاب بعنوان مجتمعنا. مقالات في بعض المجلات الفكرية التي كانت تنشر في صيدا وله مقالة عن رجال الفكر في القرن السادس وممن ذكرهم الشيخ الزاهد عبد القادر الكيلاني، قال فيه: كان مصلحا محبوبا ومحترما من قبل العامة والخاصة من الطائفتين وأشاد بكتابه الفتح الرباني والفيض الرحماني واعتبره أثره الفكري الحقيقي مؤكدا أن كتابه الغنية لطالبي طريق الحق تعرض للتحريف من قبل الأجيال التالية وأكد أنه من المعيب تجير شخصية إسلامية إصلاحية ك«عبد القادر» لطائفة بعينها ومؤكدا «حسنية» نسبه وأنه سمع صحة نسبه من مصطفى جواد نفسه، ومن الجدير بالذكر أن «للخميني» موقف مشابه من «الكيلاني» و «ابن عربي» ول«مرتضى مطهري» في كتابه (إيران والإسلام) إشادة ب«الكيلاني» وتأكيدا على نسبه الحسني وهذا يدلل على سعة أفق «الإمام الصدر» وانفتاحه الفكري على كل المدارس الفكرية.

## مدرسته الأصولية
نبثقت في مدرسة أهل البيت مدرستين أصوليتين كبيرتين أحدهما تتميز بالتوضيح والتبسيط وهي مدرسة السيد أبو القاسم الخوئي والثانية مدرسة محمد باقر الصدر الأصولية التي تتميز بالشمول والعمق والسعة
حيث اهتم الصدر بعلم الأصول وخصص له الكثير من نتاجاته وبحث حول جذوره وتأريخه ومراحل تطوره .. فاعتبر أن علم الأصول ولد في أحضان علم الفقه.

## وفاته
في مساء يوم 9 أبريل 1980 أُعْدِم مع أخته آمنة الصدر بالرصاص بأمر من الرئيس العراقي السابق صدام حسين بتهمة التخابر مع إيران. وفي اليوم التاسع من نفس الشهر بحدود الساعة التاسعة ليلاً قطعت السلطة التيار الكهربائي عن مدينة النجف وفي الليل تسللت مجموعة من قوات الأمن إلى بيت محمد الصدر وطلبوا منه الحضور إلى بناية محافظة النجف وكان بانتظاره مدير أمن النجف فقال له: هذه جنازة الصدر وأخته وقد تم إعدامهما وطلب منه أن يذهب معهم للدفن وبعد أن طلب محمد الصدر أن يرى جثتيهما شاهد محمد باقر الصدر مضرجاً بدمه وآثار التعذيب على كل مكان من وجهه وكذلك أخته آمنة الصدر. وقامت السلطات العراقية بدفن جثته بالقرب من مدينة النجف بناء على ما ذكره السائق (أو حفار قبور أو دفان) الذي ينقل الجثث والمتفق مع مديرية أمن النجف لنقل جثته ويذكر الرجل نفسه أنه تم نقل جثته بشكل سري إلى مقبرة وادي السلام بالنجف بجانب أهله وأقاربه بعد أربعة عشر عاما من تاريخ وفاته أي عام 1994 يذكر الرجل أيضا أن رجلا كان من الأمن جاء إليه قاصداً بعد سقوط صدام ليسأله عن قبر محمد باقر الصدر ليقرأ على روحه الفاتحة مع رفيق له فأرشده على قبر وبدوره أخبر رفيقه بذلك وذكر له السائق بأن قبرا إلى جانبه يقال بأنه قبر أخته بنت الهدى (التي على أساس أنها دفنت هناك أصلا أو نقل جثمانها عن طريق غير هذا السائق أو الدفان) فأجابه رجل الأمن أنه شاهد أخته آمنة الصدر وهي تلقى بأحواض التيزاب الاسم العراقي لمية النار الاسم المصري لـحامض النتريك HNO3.

## وصلات خارجية
- محمد باقر الصدر على موقع الموسوعة البريطانية (الإنجليزية)